# 定羌城之战
定羌城之战，北宋熙宁七年（1074年），宋朝熙河路经略安抚使王韶率军进攻吐蕃定羌城（今甘肃省广河县）等地的作战。
熙宁四年（1071年）八月至熙宁六年（1073年）末，王韶招抚、进击并举，攻下吐蕃通远军（今甘肃省陇西县）、熙州（今甘肃省临洮县）、洮州（今甘肃省临潭县）、叠州（今甘肃省迭部县）、岷州（今甘肃省岷县）、河州（今甘肃省临夏市）、湟州（今青海省海东市乐都区南）等地，青唐吐蕃部大多归附宋朝。熙宁七年（1074年）初，王韶回京，熙河地区羌族首领木征乘机派兵多次侵扰河州，宋朝知德顺军景思立率六千兵进击，进抵踏白城（今甘肃省临夏市西北），被宗哥羌部首领鬼章部包围，景思立等战死，河州被围。三月初五，木征围攻岷州，宋将包顺将其击退，木征再围河州。王韶听说消息，返回熙州。诸将议进攻方向，都想要驰援河州。王韶知木征有伏击，于是率精骑二万，出其不意，攻打珂诺城（后改名定羌城），先派兵攻打结合川（今甘肃省临洮县北）额勒锦族兵，断绝吐蕃部与西夏通路，进军宁河（今甘肃省和政县），再派军入南山（今甘肃省临夏市东）破布沁巴勒等族兵，断木征外援。木征害怕断绝南山归路，撤围退走。王韶分兵打通至河州通路，鬼章退保踏白城。四月十四日，宋军自河州闾精谷出踏白城，击败鬼章，进抵银川（今甘肃省临夏市西北），连破10余堡。四月十六日，分兵北至黄河，西至南山，再入踏白城，回师河州，进筑定羌城，木征被迫率酋领八十余人降，河、湟于是平定。